# Petz
Petz è una serie di videogiochi, nel quale si allevano animali domestici virtuali con il quale si può interagire in vari modi. È cominciata nel 1995 con Dogz e Catz, rispettivamente dedicati a cani e gatti, sviluppati per Windows da PF Magic e pubblicati da Virgin Interactive; la serie è proseguita nel corso degli anni, approdando anche nelle console portatili come Game Boy Color, Nintendo DS e PlayStation Portable. La particolarità della serie è che gli animali possono avere dei figli, che avranno i tratti caratteristici dei genitori.

## Serie
- 1995 - Dogz e Catz (PF Magic/Virgin Interactive)
- 1996 - Oddballz, con creature immaginarie al posto degli animali (PF Magic/Virgin Interactive)
- 1997 - Petz II (PF Magic/Mindscape)
- 1998 - Petz 3 (PF Magic/Mindscape)
- 1999 - Petz 4
- 1999 - Babyz (The Learning Company)
- 2002 - Petz 5 (Studio Mythos/Ubisoft Entertainment)
- 2006 - Petz 2006 (Ubisoft Entertainment)
- 2006 - Hamsterz Life (Ubisoft Entertainment)
- 2008 - Petz 2008 (Ubisoft Entertainment)
- 2008 - Bunnyz (Ubisoft Entertainment)